# Henrietta Swan Leavitt
Henrietta Swan Leavitt, född 4 juli 1868 i Lancaster, Massachusetts, död 12 december 1921 i Cambridge, Massachusetts, var en amerikansk astronom. Hon var sedan 1893 verksam vid Harvardobservatoriet i Cambridge, som mänsklig räknare.
1912 fastslog Leavitt period-luminositetsrelationen för den typ av variabla stjärnor som kallas cepheider. Detta innebar att man för första gången kunde mäta avståndet till andra galaxer (och i förlängningen storleken på universum). Upptäckten uppmärksammades dock föga under hennes livstid. Efter Leavitts död använde Edwin Hubble hennes upptäckter till att utarbeta sin Hubbles lag, vilken hävdade att universum expanderar.

## Biografi

### Uppväxt och studier
Henrietta Swan Leavitt var dotter till George Roswell Leavitt (pastor inom Kongregationalistkyrkan) och dennes fru Henrietta Swan (Kendrick). Hon föddes och växte upp i Lancaster, Massachusetts och var ättling till diakonen John Leavitt, en puritansk engelsk skräddare som i början av 1700-talet slog sig ner i Massachusetts Bay-kolonin. (Familjenamnet stavades Levett i tidiga kyrkböcker.)

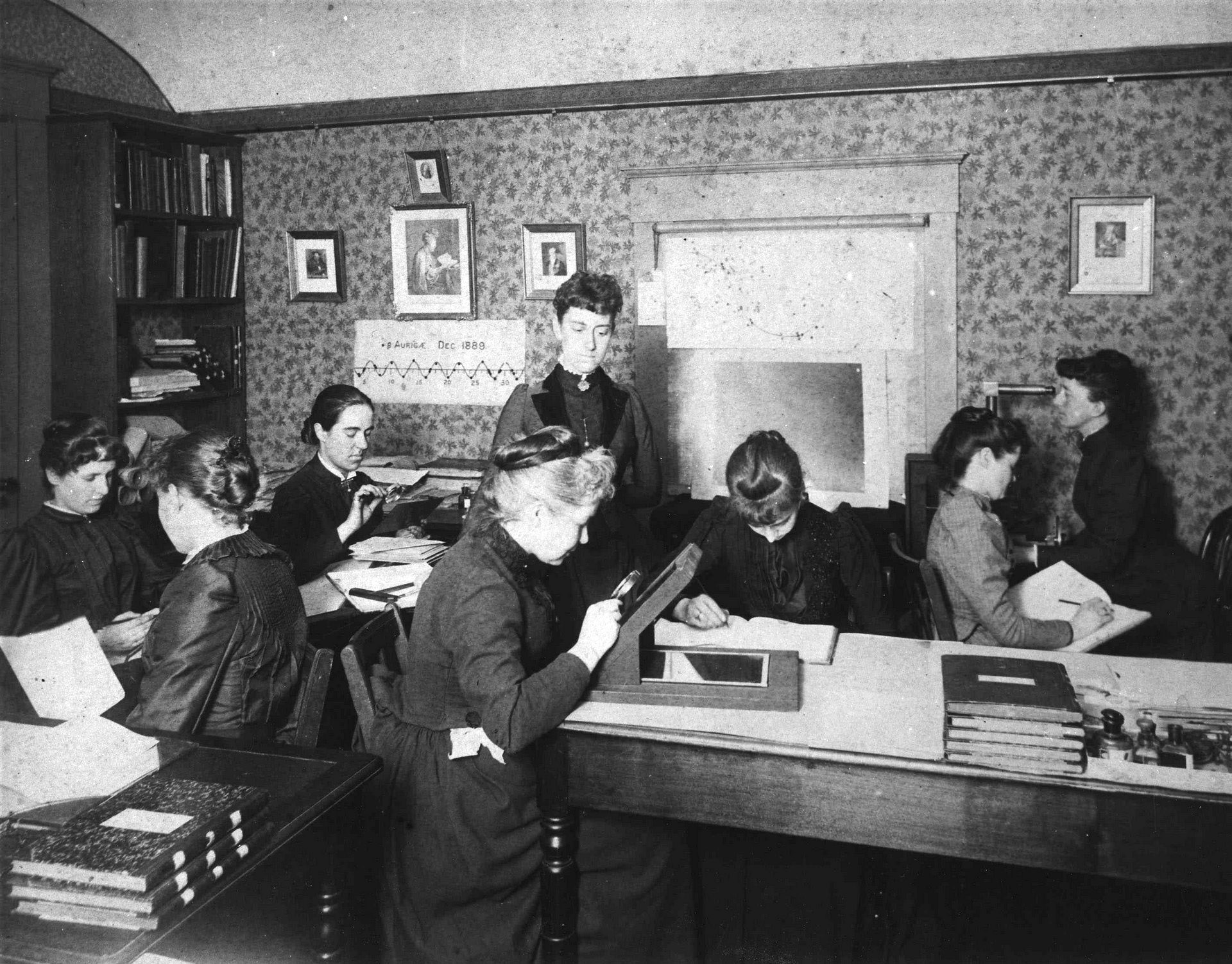
Tidigt foto av 'Pickerings harem', vilket blev öknamnet för den kvinnliga grupp av mänskliga räknare som Harvardastronomen Edward Charles Pickering samlade omkring sig. Gruppen inkluderade Leavitt, Annie Jump Cannon, Williamina Fleming och Antonia Maury.

Leavitt studerade vid Radcliffe College, på den tiden benämnd som Society for the Collegiate Instruction for Women, och tog 1892 kandidatexamen. Hon läste ett antal ämnen, inklusive klassisk grekiska, konst, filosofi, analytisk geometri och matematisk analys. Det dröjde fram till hennes fjärde collegeår innan Leavitt började studera astronomi, och i ämnet fick hon senare A– i slutbetyg.
Efter examen reste hon runt i USA och i Europa. Hon drabbades under den perioden av en sjukdom som successivt skulle försämra hennes hörsel.

### Karriär
1893 började Leavitt arbeta vid Harvardobservatoriet. Hon fick tjänst som en av Harvardastronomen Edward Charles Pickerings mänskliga räknare, med uppdrag att mäta och katalogisera stjärnors ljusstyrka utifrån hur de framträdde på observatoriets fotografiska plåtar. (I början av 1900-talet tilläts inte kvinnor hantera teleskop.) Eftersom Leavitt hade egna inkomster behövde Pickering till att börja med inte ens arvodera henne. Senare fick hon en timlön på 30 cent. Hon rapporterades vara "hårt arbetande och seriös…, föga intresserad av lättsamheter och osjälviskt hängiven sin familj, sin kyrka och sin karriär".
Pickering uppdrog åt Leavitt att studera variabla stjärnor – stjärnors vars ljusstyrka inte är stabil. Leavitt upptäckte tusentals variabla stjärnor på bilderna av de magellanska molnen. 1908 publicerade hon sina resultat i Annals of the Astronomical Observatory of Harvard College. I texten uppmärksammade hon att ett antal av variabelstjärnorna visade upp ett mönster, där ljusare stjärnor verkade ha längre perioder mellan variationerna. Efter ytterligare forskning i ämnet bekräftade hon 1912 att cepheidstjärnor med större egen luminositet hade variationer med längre mellanrum, liksom att korrelationen var tydlig och förutsägbar.
Leavitt framkastade då hypotesen att alla cepheider i varje magellanskt moln skulle befinna sig på ungefär samma avstånd från jorden. Detta gav som slutledning att deras absoluta ljusstyrka (= luminositet) kunde räknas ut utifrån deras skenbara ljusstyrka (mätt på de fotografiska plåtarna) och avståndet till vart och ett av molnen.

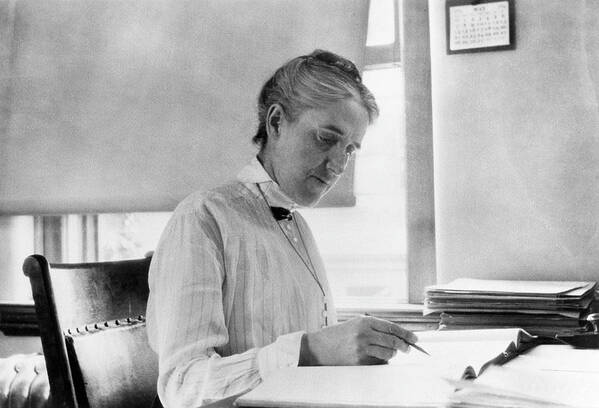
Henrietta Swan Leavitt vid sitt arbetsbord på Harvardobservatoriet..

Hennes upptäckt är känt som period-luminositetsrelationen, där periodens logaritm är lineärt kopplad till stjärnans genomsnittliga, egna luminositet (vilken definieras som en logaritm av mängden kraft som en stjärna strålar ut i det synliga spektrumet).
| ”                              | En rät linje kan dras mellan var och en av de två serierna av punkter med maxima och minima, vilket visar att det finns en enkel korrelation mellan skenbar ljusstyrka hos [cepheid]variablerna och deras perioder. | „ |
| – Henrietta Swan Leavitt, 1912 | |   |

Leavitt fortsatte utvecklingen och förfiningen av Harvardstandarden för fotografisk mätning. Denna är en logaritmisk skala som klassificerar stjärnor i 17 olika magnituder efter (skenbar) ljusstyrka. För att utarbeta skalan analyserade hon ursprungligen 299 plåtar från 13 teleskop, vilket 1913 accepterades av International Committee of Photographic Magnitudes.

### Sjukdom och död
Leavitt arbetade sporadiskt vid sin tid på Harvard, ofta hindrad av hälsoproblem och familjeangelägheter. En sjukdom som hon ådrog sig tiden efter sin utexaminering från Radcliffe College gjorde henne så småningom i princip döv. 1921, när Harlow Shapley tog över som föreståndade för observatoriet, gjordes Leavitt till ansvarig för avdelningen för fotometri. I slutet av samma år avled hon i cancer och hon begravdes i Leavitts familjegrav på Cambridges stadskyrkogård. Där finns också en minnesplakett över Henrietta och hennes två syskon Mira och Roswell.

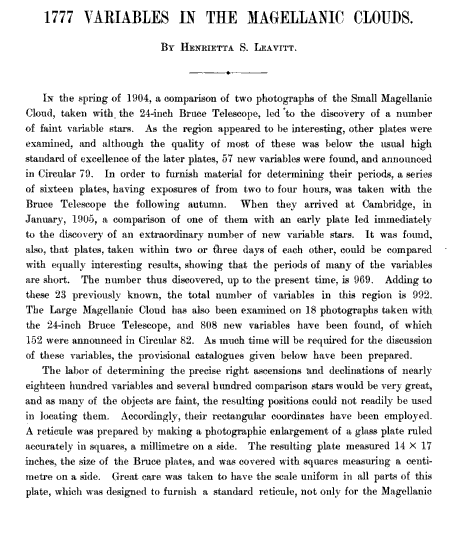
Titelsidan av Leavitts "1777 Variables in the Magellanic Clouds", Annals of the Harvard College Observatory (1908).

Leavitt var medlem av Phi Beta Kappa, American Association of University Women, American Astronomical and Astrophysical Society, American Association for the Advancement of Science. Hon var även hedersmedlem av American Association of Variable Star Observers. Hennes bortgång sågs av hennes kollegor som en tragedi som sträckte sig bortom hennes vetenskapliga insatser.

## Betydelse
Period-luminositetsrelationen hos cepheiderna gjorde dessa till det första fasta riktmärket för längre avståndsmätning inom astronomin. Med hjälp av metoden kunde vetenskapsmän räkna ut avstånd till galaxer som låg för långt bort kunna mätas med hjälp av parallaxskillnader. Ett år efter att Leavitt rapporterat om sina rön slog Ejnar Hertzsprung fast avståndet till flera cepheider i Vintergatan, och med hjälp av den här kalibreringen kunde avståndet till alla andra cepheider räknas ut.
Cepheider upptäcktes snart även i andra galaxer, som exempelvis Andromedagalaxen (bland annat 1923–1924 av Edwin Hubble). Dessa upptäcker blev en viktig del i bevisningen att "spiralnebulosor" i själva verket var egna galaxer långt bortom Vintergatans ände.
Detta skulle i grunden komma att ändra människans uppfattning av universum. Under de kommande åren ledde följderna av Leavitts upptäckt att solen flyttades bort från sin plats i Vintergatans mitt (genom Harlow Shapley) och Vintergatan bort från sin plats i universums mitt (av Edwin Hubble). Hubble själv sa ofta att Leavitt förtjänade Nobelpriset för sitt arbete.
Den svenske matematikern Gösta Mittag-Leffler övervägde – utan att veta om att hon gått bort fyra år tidigare – att nominera henne till 1926 års Nobelpris i fysik. Han skrev till Shapley för att inhämta mer information om hennes arbete med cepheidvariablerna och erbjöd sig att skicka till henne sin monografi om Sofia Kovalevskaja. Shapley svarade på brevet, lät Mittag-Leffler få reda på Leavitts bortgång och ansåg att det verkliga erkännandet borde tillhöra hans egen (Shapleys) tolkning av hennes upptäckter. Leavitt nominerades aldrig, eftersom Nobelpriset inte delas ut postumt.

## Erkännanden

### Utmärkelser
- Asteroiden 5383 Leavitt och nedslagskratern Leavitt på månen, namngavs båda efter Leavitt, för att hedra döva kvinnor och män som arbetat som astronomer.[22]

### Inom litteraturen
Lauren Gunderson skrev en pjäs som följde Leavitts resa från att hon att antogs till Harvard fram till hennes död.
George Johnson skrev en biografi, Miss Leavitt's Stars, som lyfte fram kvinnors allt större plats inom vetenskapen genom Henrietta Swan Leavitts livs historia.